# Ekwant

Podstawowe elementy teorii geocentrycznej. Ekwant zaznaczony jest dużą kropką

Ekwant, punkt wyrównawczy (łac. Punctum aequans) – pojęcie wprowadzone do teorii geocentrycznej przez Ptolemeusza, pozwalające na dokładniejszy opis ruchu planet. Był to punkt położony na linii łączącej środek koła deferentu i Ziemię, względem którego ciało niebieskie (lub epicykl, po którym się poruszało) miało stałą prędkość kątową.